# アレクサンドロフの定理
数学の解析学の分野における、アレクサンドロフの定理（アレクサンドロフのていり、英: Alexandrov theorem）とは、Rnの開部分集合 U に対する凸関数 f : U → Rm には、ほとんど至る所で二階微分が存在する、ということを述べた定理である。
したがって、ある点において二階微分が存在するということは、その点においてどのような二次関数よりも局所誤差の少ないような、二階のテイラー展開が存在することを意味する。
この結果は、ラーデマッヘルの定理と密接に関連している。